# Гугуев, Юсуп Мухтанович
Юсу́п Мухта́нович Гугу́ев (род. 30 июля 1972, Грозный, СССР) — российский футболист, нападающий, тренер.

## Карьера
Воспитанник грозненского футбола. В 1993—1994 годах защищал цвета местного «Гиганта». После того, как клуб прекратил своё существование из-за Первой чеченской войны, перешёл в «Бештау». В 1996 году подписал контракт с «Ангуштом». В 2002 году из-за конфликта с руководством клуба покинул команду. 2003 год провёл в «Автодоре» и сочинской «Жемчужине». Завершил карьеру в 2006 году в «Ангуште».

### Тренерская
В 2010—2014 годах был тренером «Ангушта». В июле 2016 года вновь вошёл в тренерский штаб команды. В 2024 году стал начальником команды в «Ангуште».

## Достижения
- Победитель зоны «Юг» Второго дивизиона: 2005
- Серебряный призёр зоны «Юг» Второго дивизиона: 1998
- Бронзовый призёр зоны «Юг» Второго дивизиона: 2000

## Личная жизнь
Племянник Магомед Гугуев (род. 1988) — также профессиональный футболист.